# Louis Rémillard
Pour les articles homonymes, voir Rémillard.
 (septembre 2022).
Il peut être nécessaire de l'améliorer pour respecter le principe de neutralité de point de vue. Veuillez consulter la page de discussion pour plus de détails.

Louis Rémillard, né à Québec en 1955, est un auteur de bande dessinée québécois.

## Biographie
Réalisant surtout de la bande dessinée humoristique et satirique à ses débuts, Louis Rémillard fait aussi de l'illustration, de la peinture, et de la sérigraphie. Son travail en BD est publié dans plusieurs magazines et albums collectifs. Il a plus d'une douzaine d'albums individuels à son actif.
Ses premières publications en bande dessinée remontent à 1973 dans le fanzine Patrimoine, dont il est l'un des animateurs, à Québec. Par la suite, quelques-unes de ses pages paraissent dans le magazine de science-fiction et BD Pour ta belle gueule d'ahuri en 1982.
Il participe à l'exposition Et Vlan ! On s'expose... 15 ans de bande dessinée dans la région de Québec, qui se tient à la Galerie d'art La Passerelle de la bibliothèque municipale de Sainte-Foy et qui est ensuite reprise au Premier Salon international de la bande dessinée de Montréal. Cette exposition donne lieu à la création de la Société des Créateur(trice)s et Ami(e)s de la Bande Dessinée (ScaBD), regroupement d'auteurs de BD de la région de la ville de Québec dans lequel s'implique activement Rémillard. Il devient aussi un joueur actif de sa Ligue d’improvisation en bandes dessinées.
Louis Rémillard est  connu pour avoir créé le personnage du Général Tidéchet avec son cousin scénariste Denis Rémillard dans les pages du magazine Bambou en 1988, magazine dont il est l'un des animateurs. Ces pages sont ensuite reprises dans son premier album intitulé Rock et Rolland paru aux Éditions du Phylactère. Des albums du Général Tidéchet sont publiés aux Éditions de l'Aleph dans les années 1990. Par la suite, il publie une série d'albums variés en tant qu'auteur complet.
Délaissant la bande dessinée humoristique, Rémillard évolue dans un autre créneau désormais. Ses intérêts pour l'Histoire et les grands espaces québécois sont venus s'insérer dans son art, ainsi il publie Le Retour de l'Iroquois et Traces de mocassins, inspirés de faits historiques en Nouvelle-France mettant en lumière des acteurs méconnus des Premières Nations.

## Publications

### Albums

#### SérieLe Général Tidéchet
- 1. Les Plus Vilaines Histoires du général Tidéchet, éditions de l'Aleph, Québec, 1994.
Scénario : Denis Rémillard - Dessin : Louis Rémillard -  (ISBN 2980441007)
- 2. À vos ordres général Tidéchet, éditions de l'Aleph, Québec, 1996.
Scénario : Denis Rémillard - Dessin : Louis Rémillard -  (ISBN 2980441015)
- 3. Le Guide du Nomansland, éditions de l'Aleph, Québec, 1997.
Scénario : Denis Rémillard - Dessin : Louis Rémillard -  (ISBN 2980441023)

#### SérieSpécimens
- 1. Tome 1, éditions de l'Aleph, Québec, 1999.
Scénario et dessin : Louis Rémillard -  (ISBN 2-9804410-3-1)
- 2. Tome 2, éditions de l'Aleph, Québec, 2008.
Scénario et dessin : Louis Rémillard

#### SérieMagané
- 1. La Misère publique, éditions de l'Aleph, Québec, 2000.
Scénario et dessin : Louis Rémillard
- 2. Magané persiste, éditions de l'Aleph, Québec, 2002.
Scénario et dessin : Louis Rémillard
- 3. Magané subsiste, éditions de l'Aleph, Québec, 2003.
Scénario et dessin : Louis Rémillard

### Albums collectifs
- Et vlan ! On s'expose... Quinze ans de bande dessinée dans la région de Québec — 1971/1985[9], Société des créateur(trice)s et ami(e)s de la Bande dessinée (ScaBD), Québec, 1985.
Scénario et dessin : Collectif
- Ville Versa[10], [11], Éditions Papyrus, Neuville, 1990.
Scénario et dessin : Collectif -  (ISBN 2-921121-00-X)
- Rêves[12], [13], [14], éditions du Phylactère/Paje éditeur/ACIBD, Montréal, 1992.
Scénario et dessin : Collectif -  (ISBN 2921497026)
- Le Recueil, Société des créateur(trice)s et ami(e)s de la Bande dessinée (ScaBD), Québec, 1996.
Scénario et dessin : Collectif
- René Lévesque — Quelque chose comme un grand homme[15], [16], [17], [18], éditions Moelle Graphik, Québec, 2021.
Scénario : Marc Tessier - Dessin : Collectif -  (ISBN 9782923701707) Dessinateur du chapitre 1 : Bien cher père

#### Albums individuels
- Rock et Rolland, éditions du Phylactère, Montréal, 1989.
Scénario : Denis Rémillard - Dessin : Louis Rémillard -  (ISBN 2921313057)
- Patates Tremblay, éditions de l'Aleph, Québec (ISBN 2980441058), 2000.
Scénario et dessin : Louis Rémillard
- Le dry putride, éditions de l'Aleph, Québec, 2007.
Scénario et dessin : Louis Rémillard
- Voyage en zone d'exploitation, Les 400 coups, collection Zone convective, 2008.
Scénario et dessin : Louis Rémillard - Montréal
- Down on the Petawawa, éditions Premières Lignes collection Carte Blanche, Gatineau, 2010.
Scénario et dessin : Louis Rémillard -  (ISBN 978-2-923326-26-9)
- Le Retour de l'Iroquois[7], éditions Trip, Montréal, 2016.
Scénario et dessin : Louis Rémillard -  (ISBN 9781928087083)
- Traces de mocassins[8], éditions Moelle graphik, Québec, 2020.
Scénario et dessin : Louis Rémillard -  (ISBN 9782923701660)

## Expositions

### Individuelles
- 1992 : L'existence n'est qu'une nuit , Centre de documentation et d'animation en bande dessinée, Québec.
- 1993 : Spin, Centre de Documentation et d'animation en Bande Dessinée, Québec.
- 2020 : L'été indien, exposition rétrospective, Librairie Z, Montréal.

### Collectives
- 1985 : Et Vlan ! On s'expose... Quinze ans de bande dessinée dans la région de Québec — 1971/1985[19], [20], Galerie d'art La Passerelle, Sainte-Foy et Premier Salon international de la BD de Montréal, Montréal ;
- 1987 : Le printemps de la bande dessinée[21], [22], [23], Musée du Bas-Saint-Laurent, Rivière-du-loup ;
- 1988 : Délégation des jeunes auteurs du Québec, XVe Salon international de la bande dessinée, Angoulême (France) ;
- 1991 : 5 ans d'aventures[24], Centre de documentation et d'animation en bande dessinée, Québec ;
- 1991 : Gag[25], Centre de documentation et d'animation en bande dessinée, Québec ;
- 1991 : Québec en BD, Centre de documentation et d'animation en bande dessinée, Québec ;
- 1992 : Rêves, Cégep du Vieux Montréal, Montréal ;
- 1993 : Carnaval de la bande dessinée, Musée de la civilisation, Québec ;
- 1993 : Dessinateurs du Québec[26], Centre belge de la bande dessinée, Bruxelles (Belgique) ;
- 1994 : Hommage à la Bande Dessinée, Galerie Marie-Christine, Montréal ;
- 1997 : La mystérieuse BD de Québec (exposition itinérante), Galerie de la bibliothèque Gabrielle-Roy, Galerie du Faubourg (bibliothèque Saint-Jean-Baptiste), Québec ;
- 1997 : Komicase, Salle Salaberry, Montréal ;
- 1997 : Les aventures de la bande dessinée québécoise au Musée du Québec[27], [28], [29], Musée du Québec, Québec ;
- 2000 : BD@Québec, Hôtel St-Simon, Festival de la bande dessinée francophone de Québec Angoulême (France) ;
- 2009 : Les 50 ans d'Astérix et d'Obélix : un hommage , XXIIe Festival de la bande dessinée francophone de Québec, Québec ;
- 2011 : Péchés de jeunesse , XXIVe Festival de la bande dessinée francophone de Québec, Québec ;
- 2017 : Identités BD, Festival de la bande dessinée de Montréal, Québec ;
- 2017 : Histoires de bandes dessinées, Bibliothèque Paul-Aimé Paiement, Québec ;
- 2020 : Ceci n'est pas une pub, Festival Québec en toutes lettres, Québec ;
- 2022 : René Lévesque — Quelque chose comme un grand homme[30], Pavillon de la BD, Espace 400e, Québec.

## Distinctions
- 2023 :  Finaliste Prix des libraires du Québec catégorie Bande dessinée — Volet adulte Québec au Gala du Prix des libraires pour René Lévesque — Quelque chose comme un grand homme, éditions Moelle graphik[15],[16] ;
- 2022 :  Finaliste Prix Bédélys Québec (meilleur album publié par une maison d’édition québécoise) au gala des Bédélys pour René Lévesque — Quelque chose comme un grand homme, éditions Moelle graphik, Montréal[17] ;
- 2022 :  Finaliste Prix Bédéis causa — Grand Prix de la Ville de Québec (meilleur album de langue française publié au Québec par un ou des auteur.e.s canadien.ne.s) au gala des Bédéis Causa pour René Lévesque — Quelque chose comme un grand homme, éditions Moelle graphik, Québec[18] ;
- 1993 :  Lauréat Prix Bédéis causa bande dessinée de l’année, magazine Zeppelin, 6e Festival de la bande dessinée francophone de Québec, Québec [31] ;
- 1984 :  Lauréat 6e mention[32] — catégorie adulte, Concours de bande dessinée « Les Grands Voiliers » (2000 participants), Salon international du livre de Québec, Québec.